# Jerzy Stępkowski
Jerzy Stępkowski (ur. 1953 we Włocławku, zm. 26 stycznia 2021) – polski aktor, pedagog i reżyser teatralny.

## Życiorys
W 1976 ukończył studia na Wydziale Aktorskim PWST im. Aleksandra Zelwerowicza w Warszawie. Od 1976 aktor w: Teatrze Dramatycznym m.st. Warszawy, Teatrze Dramatycznym im. A. Mickiewicza w Częstochowie, Teatrze im. C. K. Norwida w Jeleniej Górze, Teatrze Polskim w Bydgoszczy, Teatrze Powszechnym im. J. Kochanowskiego w Radomiu, Teatrze Narodowym w Warszawie, Teatrze im. S. Jaracza w Olsztynie. Zasłużony Działacz Kultury.
Kierownik artystyczny Teatru Impresaryjnego we Włocławku (1991). Doradca Ministra Kultury i Sztuki (1997). Wykładowca-pedagog artystyczny w Policealnym Studium Aktorskim w Olsztynie (2002). Dyrektor Edukacyjnego Studio Artystyczno-Literackiego „Trade” w Warszawie (2002–2005). Aktor Polskiego Radia. Nauczyciel akademicki na kierunku filologia polska na Wydziale Humanistycznym UMCS (filia w Radomiu) (2009–2010). Nauczyciel kontraktowy dykcji, recytacji i zadań aktorskich w Zespole Szkół Muzycznych im. Oskara Kolberga w Radomiu w klasach wokalnych. Zajmował się reżyserią i inscenizacją spektakli teatralnych i widowisk, pedagogiką artystyczną, adaptacjami scenicznymi dzieł literackich.
Pracował jako redaktor i dziennikarz w mediach lokalnych (radio, prasa, telewizja) oraz animator kulturalny w instytucjach i placówkach kultury (MKiSz, WOKiSZ „Resursa” w Radomiu, Zarząd ZMW). Autor recenzji teatralnych i imprez artystycznych i kulturalnych („Tygodnik Radomski”, „Niedziela”, „Dziedzictwo”, „Głos Białobrzegów”, „Radio Plus”, „TV Dami”). Brał udział w ogólnopolskich projektach kulturotwórczych (np. „Małe Ojczyzny – Tradycja dla kultury” Fundacji Kultury, Festiwal Kultury Młodzieży Szkolnej ZMW). Kierował amatorską działalnością teatralną, pracą i organizowaniem stowarzyszeń pozarządowych, Pracował w zakresie terapii zajęciowej, przygotowywał projekty programowe w zakresie współczesnych metod nauczania technik aktorskich.

## Role sceniczne
- Pandeusz, Nadobnisie i Koczkodany Witkacego, reż. Krystian Lupa,
- Ferrovius, Androkles i lew J. B. Shawa, reż. Henryk Tomaszewski,
- Bryndas, Krakowiacy i Górale Bogusławskiego, reż. Jerzy Krasowski,
- Książę Astolfo, Życie snem Calderona, reż. Krystyna Skuszanka,
- Wędrowiec, Koczowisko Łubieńskiego, reż. Tadeusz Minc,
- Ferdynand, Burza Szekspira, reż. Józef Słowiński,
- Ariel, Burza Szekspira, reż. Józef Słowiński,
- Lizander, Sen nocy letniej Szekspira, reż. Jerzy Rakowiecki,
- Romeo, Romeo i Julia Szekspira, reż. Wiesław Górski,
- Banko, Makbet Szekspira, reż. Krzysztof Zaleski,
- Kleant, Chory z urojenia Moliera, reż. Józef Słowiński,
- Kuragin, Wojna i pokój Tołstoja, reż. Irena Babel,
- Beniowski, Fantazja dydaktyczna L. Schillera, reż. Ludwik Rene,
- Polelum, Lila Weneda Słowackiego, reż. Krystyna Skuszanka,
- Sobolewski, Dziady Mickiewicza, reż. Grzegorz Mrówczyński,
- Gospodarz, Wesele Wyspiańskiego, reż. Zygmunt Wojdan,
- Rozborski, Karykatury Kisielewskiego, reż. Gustaw Holoubek,
- Kajetan Węgierski, Starościc ukarany Nowaczyńskiego, reż. Zygmunt Wojdan,
- Lafebre, Madame Sans-Gene Sardou, reż. Andrzej Konic,
- Porucznik (Piłsudski), Gałązka rozmarynu Nowakowskiego, reż. Zygmunt Wojdan,
- Kelemen, Budowniczy Kelemen Sabo, reż. Istvan Paal,
- Czaruś-Pijak Życie człowieka Andrejewa, reż. Krystian Lupa,
- Franciszek, Franciszek żebrak J. Copau – J.C. Cottier,
- Pan młody, Wesele u drobnomieszczan, reż. Piotr Sowiński,
- Lee, Prawdziwy zachód Sama Shapareada, reż. Andrzej Możdżonek,
- Poeta, Indyk Mrożka, reż. Aleksander Berlin,
- Mały, Drugie danie Mrożka, reż. Zygmunt Wojdan,
- Porucznik, Noc czerwcowa Iwaszkiewicza, reż. Jerzy Wróblewski,
- Bohater, Po omacku Możdżonka, reż. Zygmunt Wojdan,
- Narrator, Gwiazduś Z. Wojdana według O. Wilde’a, reż. Jerzy Stępkowski,
- Monodramy: Kolonia karna Kafki, reż. Wiesław Górski; Pamiętnik Stefana Czarnieckiego Gombrowicza, reż. własna; Noc mediolańska według Wyznań św. Augustyna, reż. własna; Wszystko z mieści T. Piaseckiej, reż. Lucyna Mielczarek; Mickiewicz Pielgrzym scen. reż. własna; Kolonia karna monodram/wizualizacja Jerzy Stępkowski/Piotr Zaporowicz[3].